# كريستوف الثاني فون دونا
كريستوف الثاني فون دونا (بالألمانية: Christoph II. von Dohna-Schlodien)‏ هو عسكري ألماني، ولد في 25 أكتوبر 1702 في Gładysze ‏ في بولندا، وتوفي في 19 مايو 1762 في برلين في ألمانيا.